# Iso Kuusisaari (ö i Norra Österbotten)
Iso Kuusisaari är en ö i Finland. Den ligger i sjön Irnijärvi och Ala-Irni och i kommunen Kuusamo i den ekonomiska regionen  Koillismaa ekonomiska region  och landskapet Norra Österbotten, i den nordöstra delen av landet, 600 km norr om huvudstaden Helsingfors. Öns area är 2,2 hektar och dess största längd är 230 meter i sydväst-nordöstlig riktning.